# Robert Campin
Robert Campin (Valenciennes, 1375 - Tournai, 26 d'abril de 1444) fou un pintor i escultor flamenc del gòtic. Ell i els germans Van Eyck són considerats com els fundadors de l'escola flamenca del prerenaixement, moviment conegut amb el nom de primitius flamencs, tot i que feren la seva obra en ciutats diferents: els Van Eyck a Bruges i Robert Campin a Tournai, que és on van residir.
No existeixen obres documentades al seu nom, si bé es considera que Robert Campin és el Mestre de Flémalle, nom sota el qual, el segle xix, varen ser catalogats una sèrie de plafons d'un estil similar, que suposadament provenien del Castell de Flémalle i que actualment s'exhibeixen a Frankfurt del Main.
A les seves primeres obres s'aprecia la influència dels germans de Limburg, així com la de Melchior Broederlam, tal com també s'observa en Jan van Eyck. Però Campin va mostrar uns poders d'observació realistes superiors a cap altre pintor anterior. Fou un dels primers artistes que, en lloc de pintar amb tremp d'ou, van experimentar amb la innovadora pintura a l'oli, per aconseguir així la brillantor del color típica d'aquest període. Campin va usar la nova tècnica per presentar personatges rotunds i forts, modelant la llum i l'ombra en unes composicions plenes de perspectives força complexes. Va abandonar les formes estilitzades de la pintura gòtica internacional incorporant un realisme que va tenir una gran influència en els artistes de la generació següent, una de les més importants de la pintura flamenca.
Va comptar amb un taller important on va ser el mestre de Rogier van der Weyden i de Jacques Daret entre els anys 1427 a 1432.

## Biografia
Robert Campin va néixer a Valenciennes al voltant de 1375, data que s'ha deduït a partir d'un document de 1422 on s'indicava que tenia 47 anys. Està documentat que era pintor mestre a Tournai des del 1406 fins al 1440; va adquirir la ciutadania el 1410, fet que denota que no va ser Tournai el seu lloc de naixement, tot i que algunes fonts així ho han proposat. Va adquirir diversos immobles a la ciutat, vivint a la rue Chapeliers des de 1408 fins a 1420, quan es traslladà a la rue des Puits-l'eau, i el 1422 va comprar una altra casa a la rue des Corriers. El 1420 va ser un membre notable de la seva parròquia; el 1423-1424 va ser vicedegà de la guilda de Sant Lluc d'orfebres i pintors. A partir de 1423 va estar compromès amb la revolta dels artesans enfrontats a l'aristocràcia patrícia. En dos mandats diferents, 1425 i 1427, va ser nomenat Eswardeur, un càrrec electe de la ciutat de Tournai. Entre 1425 i 1427 també va ser secretari de comptes de la ciutat, i el 1428 "Guardià de l'església de Saint Pierre". Però el 1429, la seva participació en la revolta li comportà la prohibició d'exercir cap funció pública i va ser condemnat a peregrinar a l'Abadia de Sant Geli, a la Provença. No es tornen a tenir notícies d'ell a Tournai fins al 1430.
Es va casar el 1422 amb Ysabiel de Stoquain, una vídua set anys més gran que ell; no varen tenir fills. El 1432 es va veure implicat en un escàndol i va ser condemnat a un any d'exili per haver mantingut relacions extramatrimonials amb Laurence Polette. La intercessió de la comtessa d'Holanda i Hainault, Margarida de Borgonya, va permetre que se li commutés la pena per una multa de cinquanta sous, la qual cosa denota els cercles de poder en el que es movia, si bé aquest incident li va suposar una certa marginació social.
Era un artista de ciutat més que un artista cosmopolita, d'èxit a la seva ciutat amb força encàrrecs de la guilda i d'institucions públiques i privades, si bé fent força obres menors, com el disseny de banderoles o la decoració de murs com el de l'església de Sant Brice a Tournai, tot dirigint un taller amb nombrosos aprenents. Entre els deixebles que el 1427 consta que treballaven al seu taller hi ha Jacques Daret, des del 12 d'abril, i Rogelet de la Pasture, identificat com Rogier van der Weyden (denominació en flamenc del seu nom que adoptà quan es traslladà a Brussel·les), des del 5 de març. L'únic retaule documentat de Daret mostra marcades similituds amb les obres del Mestre de Flémalle, igual que les primeres obres de Rogier. La fama de Campin va arribar a Gant, d'on era originari el pintor Gheeraert de Stoevere qui, el 1419, va enviar el seu fill Jan a estudiar al taller de Campin.
Va ser contemporani de Jan van Eyck i consta que, com a mínim, varen estar en contacte un cop el 1427, arran d'una festa organitzada en honor de Van Eyck per la guilda de Sant Lluc de Tournai, quan Campin n'era síndic, i van considerar Van Eyck "mestre de mestres".
Al final de la seva vida va patir un descrèdit professional causat per la participació en la revolta política i el seu comportament reprovable dins la moral de l'època. Van disminuir les comandes i les seves obres van deixar d'interessar fins fa poc temps. Els primers cronistes de la història de l'art flamenc, font de documentació de Vasari i la resta d'historiadors posteriors, no varen destacar l'interès de la seva obra potenciant, en canvi, la figura del respectable Jan van Eyck, contemporani de Campin.

## Obra

### El Mestre de Flémalle i Robert Campin
Un inconvenient en el reconeixement de la producció de Campin és que al fet habitual a l'època de no signar les obres s'hi afegeix la inexistència de documentació sobre la producció del seu taller. El 1898, l'historiador alemany Hugo von Tschudi va agrupar sota una mateixa autoria un conjunt d'obres del Städelsches Kunstinstitut (Frankfurt del Main) que procedien del castell de Flémalle, prop de Lieja. Es reconeixia l'existència de l'anomenat Mestre de Flémalle, tot i desconèixer encara el seu nom.
El 1909, el professor belga George Hulin de Loo el va relacionar amb el pintor Jacques Daret i finalment l'identificà com a Robert Campin. Posteriorment es varen desenvolupar noves hipòtesis que opinaven que el mestre de Flémalle era Rogier van der Weyden, i fins i tot en vinculaven les obres a més d'un autor del seu taller. El cas més famós va ser el del Tríptic de l'Anunciació o Tríptic de Merode (The Cloisters, Nova York), actualment atribuït a Robert Campin.

### Estil i tècnica
Com ja s'ha comentat, fou un dels primers artistes que, en lloc de pintar amb tremp d'ou, van experimentar amb la nova introducció de la pintura a l'oli.
Tot i no estar documentat que hagués rebut cap mestratge, en la seva obra es detecta un procés d'observació de la paleta de Broederlam ampliat amb l'estudi de l'escultura de Claus Sluter. El seu coneixement en aquest terreny es manifesta en algunes grisalles del dors de Les noces de la Mare de Déu (El Prado), La Santíssima Trinitat (Institut Städel) o L'Anunciació (The Cloisters). Destaca la cerca d'una perspectiva com a La Nativitat de Dijon amb una barraca molt oberta, o disposant la composició en una mena de capsa sense un dels seus costats com a L'Anunciació. Amb aquests estratagemes aconseguia una perspectiva obliqua, com s'observa a La Mare de Déu davant la llar de foc (National Gallery de Londres).
Les seves composicions són senzilles amb un domini de l'espai, la llum i la plàstica dels personatges, aportant-los-hi una dimensió pròpia de l'escultura. Però aquesta senzillesa no impedeix que creï ambientacions envoltant als personatges d'objectes quotidians, sovint amb un important simbolisme que tracta amb molt detall. Un exemple es pot observar en les ales del Tríptic Werl, al Museu del Prado, amb santa Bàrbara i sant Joan Baptista junt amb el franciscà Enric de Werl, el donant. En aquestes dues taules s'identifiquen objectes molt similars al mirall arrodonit i el candeler de forja que Van Eyck va representar al Matrimoni Arnolfini o la gerra repujada i la de cristall il·luminada pel sol que apareixen al Tríptic de l'Anunciació de Rogier van der Weyden (museu del Louvre). Les imatges de fons de les escenes acostumen a ser paisatges, si bé sense arribar al nivell de detall de Van Eyck. Però no sempre utilitza la natura; a El lladre a l'esquerra de Crist el fons és daurat, com als retaules tradicionals gòtics.
Destaca la seva activitat com a retratista en les dues obres de la National Gallery de Londres, Retrat d'home (amb chaperon) i Retrat de dona.

### Dissenyador
Entre 1433 i 1442, per encàrrec de Felip el Bo, Robert Campin va dissenyar un conjunt de paraments litúrgics. El conjunt, conegut com a Chapelle, l'integraven tres capes pluvials i dos frontals d'altar. La confecció va correspondre probablement al taller de Thierry du Chastel, un artesà originari de París. Les vestimentes, utilitzades com ornaments litúrgics en els serveis d'oració de l'orde del Toisó d'Or, es poden considerar com una resposta artística al Retaule de Gant dels germans Van Eyck, finalitzat el 1432. Els personatges de les capes són variacions de les figures de la deisi del Retaule de Gant obert, especialment en els trets de la imatge de sant Joan. Les tres capes, que es conserven al Kunsthistorisches Museum de Viena, tenen com a figures centrals: Crist, Maria i Sant Joan Baptista, que estan acompanyats dels tres arcàngels –Gabriel, Miquel i Rafael, respectivament–. Les capes estan formades per fileres concèntriques de sants, imatges de la mare de Déu o cors d'àngels al voltant de la figura central. Estan confeccionades amb fil d'or i argent amb seda i perles.
Al mateix museu, es conserva un dels antependis o frontals d'altar, amb dues fileres d'imatges i una peça dissenyada per Campin, la Santíssima Trinitat, com a figura central, una clara adaptació del seu oli homònim que es troba al museu de l'Ermitage.
- Capa de la Mare de Déu
- Capa de Crist
- Capa de Sant Joan Baptista
- Santíssima Trinitat en un Antependi

Pel que fa a les capes, la figura de Maria s'interpreta com una intercessora, fent una connexió addicional aparent entre les tres capes pluvials. Quan es feia servir, durant les vespres, els tres sacerdots es col·locaven a l'altar un al costat de l'altre, fet que oferia una imatge conjunta similar a la d'una única pintura.

### Llegat
El taller de Robert Campin va ser un centre de creació de primera qualitat i l'origen de l'aparició de grans mestres com els esmentats Rogier van der Weyden i Jacques Daret. A més, són múltiples les obres que, sense poder-les atribuir a cap mestre específic, varen sortir del seu taller, com és el cas dels diversos tondos de la Mare de Déu i el Nen. La seva obra va ser àmpliament copiada a finals del segle xv i durant el XVI, la qual cosa posa de manifest la seva fama més enllà de Tournai. El riu Escalda connectava Tournai amb altres ciutats del comtat de Flandes i ducat de Brabant, com Gant o Anvers, que va fer possible un intercanvi cultural actiu que va facilitar la difusió de la seva obra.

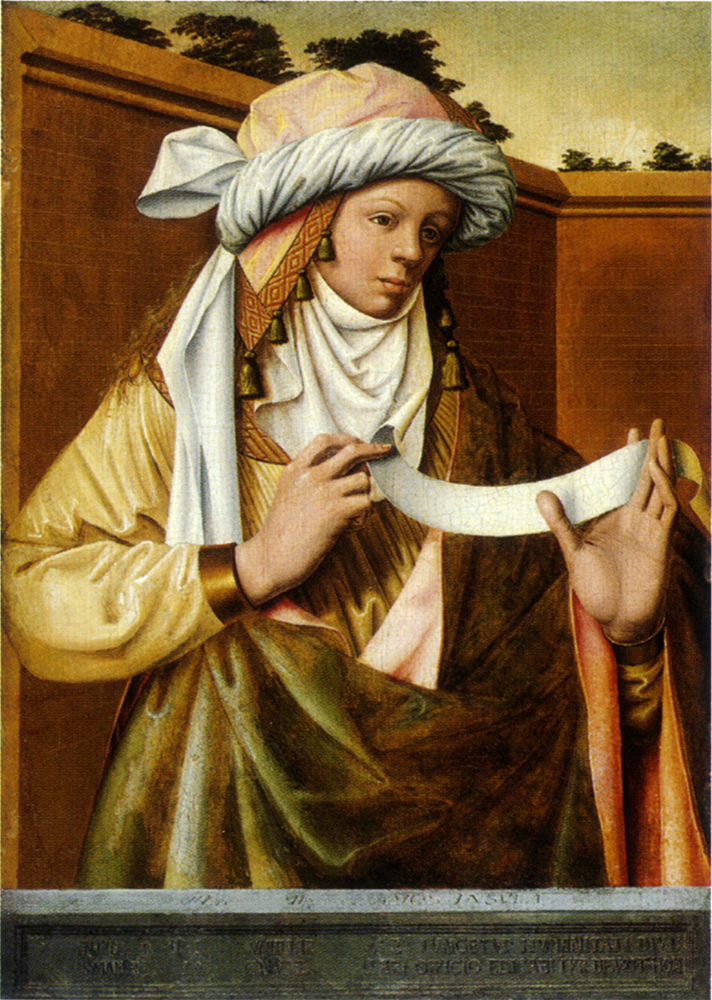
La sibil·la Sàmia, còpia de Ludger tom Ring el Vell

Un exemple de còpia d'una sèrie quasi sencera de la seva obra és la que va realitzar el 1538 Ludger tom Ring el Vell. Es tracta de vuit panells coneguts com a "Savis pagans i sibil·les" que es troben al Museu Nacional d'Art i Cultura de Münster. La sèrie original es va fer probablement per a la catedral de Münster cap al 1435, i hi figuraven retrats dels cinc homes savis pagans (Milesi, Balaam, Virgili, Albumasar, Hermes) i deu sibil·les (Líbia, Dèlfica, Eritrea, Frígia, Tiburtina, Cumana, Sàmia, Hel·lespontica, Pèrsica, Cimèria).
Les seves composicions foren una font de referència per altres pintors com es pot apreciar al Retrat d'una dona de Campin (1430) i Dona amb un tocat de gasa de Van der Weyden (1445); la mateixa inclinació del cos, un vestit i una toca similars i les mans sobre el marc.
També la seva Benedicció de Crist i Mare de Déu pregant va ser un referent per a molts artistes flamencs dels segles XV i XVI. El seu propi deixeble Rogier van der Weyden s'hi va inspirar per realitzar el seu Tríptic de la família Braque, actualment al museu del Louvre. Un altre exemple es pot observar a dues obres de Quentin Massys, Mare de Déu pregant i el Crist salvador, directament inspirades en aquesta obra.
La composició de La Nativitat va ser aprofitada pel seu deixeble Jacques Daret en la seva obra homònima; en ella, la composició i el decorat, els tipus facials i les robes són similars. L'espelma a la mà de sant Josep només es troba anteriorment a les il·luminacions de llibres, a l'obra de Campin i, posteriorment, també serà incorporada per Rogier van der Weyden. Per acabar, també coincideix la participació de les llevadores, essent les nativitats de Campin i Daret les úniques pintades sobre taula amb la presència d'aquests personatges. Van der Weyden també va fer servir la mateixa font d'inspiració per a l'escena central del Tríptic de Pieter Bladelin, actualment a l'Staatliche Museen.

## Galeria
| Imatge | Dades | Dades | Imatge | Dades                                                                    | Dades                                                                    |
| --- | --- | --- | --- | ------------------------------------------------------------------------ | ------------------------------------------------------------------------ |
| | Sant Joan Baptista | Sant Joan Baptista | | La Nativitat                                                             | La Nativitat                                                             |
| 1415 | oli sobre taula 17,2 x 12,2 cm | 1420-1425 | oli sobre taula 84,1 x 69,9 cm |                                                                          |                                                                          |
| Museu d'Art de Cleveland | Museu d'Art de Cleveland | Museu de Belles Arts de Dijon | Museu de Belles Arts de Dijon |                                                                          |                                                                          |
| Sant Joan Baptista vesteix una peça de pell amb un drap de color blanc en referència als cristians batejats recentment. Els pronunciats plecs tubulars donen forma al cos. La bandera, amb una creu vermella, simbolitza la Resurrecció. La figura ressalta contra el fons que representa un estampat de seda i or importat d'Itàlia. Aquest fons daurat inscriu l'obra dins l'estil internacional. | Sant Joan Baptista vesteix una peça de pell amb un drap de color blanc en referència als cristians batejats recentment. Els pronunciats plecs tubulars donen forma al cos. La bandera, amb una creu vermella, simbolitza la Resurrecció. La figura ressalta contra el fons que representa un estampat de seda i or importat d'Itàlia. Aquest fons daurat inscriu l'obra dins l'estil internacional. | És una de les seves obres més destacades, que guarda algunes diferències amb altres obres d'aquesta temàtica: l'escena és captada de dia i hi apareixen les llevadores, Zelemi i Salomé, uns personatges que eren descrits als evangelis apòcrifs. A més de la Nativitat, l'obra representa l'adoració dels pastors, que apareixen per la finestra, amb menys protagonisme del que és habitual; una altra cosa inhabitual és la posa del bou, d'esquena al Nen Jesús, en comptes d'escalfar-lo amb el seu alè. El paisatge del fons és similar al d'obres contemporànies; és clarament de Flandes o Borgonya. | És una de les seves obres més destacades, que guarda algunes diferències amb altres obres d'aquesta temàtica: l'escena és captada de dia i hi apareixen les llevadores, Zelemi i Salomé, uns personatges que eren descrits als evangelis apòcrifs. A més de la Nativitat, l'obra representa l'adoració dels pastors, que apareixen per la finestra, amb menys protagonisme del que és habitual; una altra cosa inhabitual és la posa del bou, d'esquena al Nen Jesús, en comptes d'escalfar-lo amb el seu alè. El paisatge del fons és similar al d'obres contemporànies; és clarament de Flandes o Borgonya. |                                                                          |                                                                          |
| | Retrat d'home gros | Retrat d'home gros | | Benedicció de Crist i Mare de Déu pregant                                | Benedicció de Crist i Mare de Déu pregant                                |
| 1420-1430 | oli sobre taula 29,5 x 18 cm | c.1424 | oli sobre panell daurat 29 x 46 cm |                                                                          |                                                                          |
| Museu Thyssen-Bornemisza (Madrid) Gemäldegalerie (Berlín) | Museu Thyssen-Bornemisza (Madrid) Gemäldegalerie (Berlín) | Philadelphia Museum of Art, Filadèlfia | Philadelphia Museum of Art, Filadèlfia |                                                                          |                                                                          |
| El personatge ocupa tot l'espai i ressalta sobre un fons clar. Georges Hulin de Loo va relacionar el personatge amb Robert de Masmines, que apareixia al Recueil d 'Arres en un dibuix atribuït a Jacques Leboucz, tot i que s'adverteixen poques semblances entre ells. Existeix una altra versió d'aquest retrat, conservada a la Gemäldegalerie de Berlín. | El personatge ocupa tot l'espai i ressalta sobre un fons clar. Georges Hulin de Loo va relacionar el personatge amb Robert de Masmines, que apareixia al Recueil d 'Arres en un dibuix atribuït a Jacques Leboucz, tot i que s'adverteixen poques semblances entre ells. Existeix una altra versió d'aquest retrat, conservada a la Gemäldegalerie de Berlín. | El fons d'or situa l'escena en un espai intemporal, etern del cel. L'estreta relació entre les dues figures indica la intercessió de Maria amb el seu fill Crist, en nom de la humanitat. | El fons d'or situa l'escena en un espai intemporal, etern del cel. L'estreta relació entre les dues figures indica la intercessió de Maria amb el seu fill Crist, en nom de la humanitat. |                                                                          |                                                                          |
| | Mare de Déu al banc de gespa | Mare de Déu al banc de gespa | | Mare de Déu i Nen davant la pantalla de la llar o Mare de Déu de Salting | Mare de Déu i Nen davant la pantalla de la llar o Mare de Déu de Salting |
| c. 1425 | oli sobre roure 39 x 27 cm | 1425-1430 | tremp sobre taula 63,4 x 48,5 cm |                                                                          |                                                                          |
| Staatliche Museen, Berlín | Staatliche Museen, Berlín | National Gallery de Londres | National Gallery de Londres |                                                                          |                                                                          |
| Aquest dolça Mare de Déu de la Humilitat és l'excepció a la severitat habitual del mestre de Flémalle. Maria apareix protegida per un recinte d'obra amb flors Marianes - margarides - a la part superior. El panell pot haver estat la part dreta d'un díptic, la part perduda del qual pot tenir a veure amb l'expressió d'alarma del Nen. | Aquest dolça Mare de Déu de la Humilitat és l'excepció a la severitat habitual del mestre de Flémalle. Maria apareix protegida per un recinte d'obra amb flors Marianes - margarides - a la part superior. El panell pot haver estat la part dreta d'un díptic, la part perduda del qual pot tenir a veure amb l'expressió d'alarma del Nen. | Aquesta pintura va ser concebuda com una imatge de devoció privada. El motiu de Maria lactant s'incorpora en una escena de la vida quotidiana. Campin juga amb la forma de la pantalla de la llar de foc per a simular l'halo darrere del cap de la Mare de Déu. Aquesta és l'única pintura de Campin on el Nen està mirant directament a l'espectador. La Mare de Déu es mostra com la Reina del Cel al seu palau, amb un vestit ricament ornamentat, un llibre sobre un coixí de seda i el terra de marqueteria, tots ells signes d'extraordinari esplendor. Una important restauració en el segle xix és probable que hi afegís l'armari de la dreta, en el qual hi ha un calze. Per la finestra s'observa una escena urbana amb uns detalls molt realistes. | Aquesta pintura va ser concebuda com una imatge de devoció privada. El motiu de Maria lactant s'incorpora en una escena de la vida quotidiana. Campin juga amb la forma de la pantalla de la llar de foc per a simular l'halo darrere del cap de la Mare de Déu. Aquesta és l'única pintura de Campin on el Nen està mirant directament a l'espectador. La Mare de Déu es mostra com la Reina del Cel al seu palau, amb un vestit ricament ornamentat, un llibre sobre un coixí de seda i el terra de marqueteria, tots ells signes d'extraordinari esplendor. Una important restauració en el segle xix és probable que hi afegís l'armari de la dreta, en el qual hi ha un calze. Per la finestra s'observa una escena urbana amb uns detalls molt realistes. |                                                                          |                                                                          |
| | Les noces de la Mare de Déu | Les noces de la Mare de Déu | | Sant Jaume i Santa Clara'                                                | Sant Jaume i Santa Clara'                                                |
| 1427 | oli sobre taula 77 x 88 cm | 1427 | Oli sobre taula en grisalla 77 x 88 cm |                                                                          |                                                                          |
| Museu del Prado, Madrid | Museu del Prado, Madrid | Museu del Prado, Madrid | Museu del Prado, Madrid |                                                                          |                                                                          |
| L'obra, de forma similar a L'Anunciació del mateix museu del Prado, presenta dos ambients, un de gòtic en primer pla i un de romànic al fons. En aquest, un espai circular cobert amb cúpula, està representat el miracle de la vara florida on Josep es designat per a casar-se amb Maria. A la decoració de l'edifici, vitralls, capitells i timpans, es mostren escenes de l'Antic Testament anunciant-ne d'altres del Nou Testament, com el sacrifici d'Isaac, prefiguració de la Redempció de Crist i que també es pot veure a L'Anunciació. A la portada gòtica es presenten les noces de Maria i Josep, anunciant l'arribada de la Nova Llei. L'obra, que barreja l'exotisme del gòtic internacional i el naturalisme dels flamencs, també va ser atribuïda a Rogier van der Weyden. Va arribar al Monestir de l'Escorial el 1584 per passar al Museo del Prado el 1839. | L'obra, de forma similar a L'Anunciació del mateix museu del Prado, presenta dos ambients, un de gòtic en primer pla i un de romànic al fons. En aquest, un espai circular cobert amb cúpula, està representat el miracle de la vara florida on Josep es designat per a casar-se amb Maria. A la decoració de l'edifici, vitralls, capitells i timpans, es mostren escenes de l'Antic Testament anunciant-ne d'altres del Nou Testament, com el sacrifici d'Isaac, prefiguració de la Redempció de Crist i que també es pot veure a L'Anunciació. A la portada gòtica es presenten les noces de Maria i Josep, anunciant l'arribada de la Nova Llei. L'obra, que barreja l'exotisme del gòtic internacional i el naturalisme dels flamencs, també va ser atribuïda a Rogier van der Weyden. Va arribar al Monestir de l'Escorial el 1584 per passar al Museo del Prado el 1839. | Les dues grisalles de santa Clara i sant Jaume són el revers Les noces de la Mare de Déu. \| | Les dues grisalles de santa Clara i sant Jaume són el revers Les noces de la Mare de Déu. \| |                                                                          |                                                                          |
| | Panells de Flémalle: Santa Verònica | Panells de Flémalle: Santa Verònica | | Panells de Flémalle: Trinitat del cos trencat                            | Panells de Flémalle: Trinitat del cos trencat                            |
| c. 1430 | oli sobre taula 148,2 x 57,7 cm | c. 1430 | oli sobre taula 147,5 x 57,6 cm |                                                                          |                                                                          |
| Städelsches Kunstinstitut, Frankfurt del Main | Städelsches Kunstinstitut, Frankfurt del Main | Städelsches Kunstinstitut, Frankfurt del Main | Städelsches Kunstinstitut, Frankfurt del Main |                                                                          |                                                                          |
| La delicadesa que transmet la imatge de la Verònica la converteix en una de les obres de referència de l'autor. Les mans, la cara, les joies i les flors han estat captades amb gran detall. La figura és lleugerament més petita que la Mare de Déu de la mateixa col·lecció. | La delicadesa que transmet la imatge de la Verònica la converteix en una de les obres de referència de l'autor. Les mans, la cara, les joies i les flors han estat captades amb gran detall. La figura és lleugerament més petita que la Mare de Déu de la mateixa col·lecció. | Es tracta d'una grisalla en trompe-l'oeil de la Santíssima Trinitat, on les faccions dels personatges són molt similars a les altres Trinitats sedents del mateix autor. És el revers del panell de la Verònica. | Es tracta d'una grisalla en trompe-l'oeil de la Santíssima Trinitat, on les faccions dels personatges són molt similars a les altres Trinitats sedents del mateix autor. És el revers del panell de la Verònica. |                                                                          |                                                                          |
| | Panells de Flémalle: Mare de Déu i el Nen | Panells de Flémalle: Mare de Déu i el Nen | | El lladre a l'esquerra de Crist                                          | El lladre a l'esquerra de Crist                                          |
| c. 1430 | oli sobre taula 149,1 x 58,3 cm | c. 1430 | oli sobre taula 134,2 x 92,5 cm |                                                                          |                                                                          |
| Städelsches Kunstinstitut, Frankfurt del Main | Städelsches Kunstinstitut, Frankfurt del Main | Städelsches Kunstinstitut, Frankfurt del Main | Städelsches Kunstinstitut, Frankfurt del Main |                                                                          |                                                                          |
| És una Mare de Déu lactant, dempeus, vestida amb una túnica sòbria, sense fistons ni brodats, però amb un halo daurat i amb gemmes. D'igual forma que el panell de la Verònica, en aquesta imatge l'autor cuida al màxim els detalls. Es pot considerar el model de referència per a d'altres imatges marianes del seu taller, com la que hi ha a la National Gallery de Londres. | És una Mare de Déu lactant, dempeus, vestida amb una túnica sòbria, sense fistons ni brodats, però amb un halo daurat i amb gemmes. D'igual forma que el panell de la Verònica, en aquesta imatge l'autor cuida al màxim els detalls. Es pot considerar el model de referència per a d'altres imatges marianes del seu taller, com la que hi ha a la National Gallery de Londres. | Campin capta en aquesta pintura els macabres detalls del maltractament del cadàver d'un dels lladres que van ser crucificats amb Jesús, amb la carn segada per les cordes. La seva cara expressa el dolor amb un gran realisme, com també es pot observar en els dos soldats de l'escena. Campin recorre a l'arcaic recurs d'un fons d'or, contrastant la seva abstracció amb la marcada individualitat de les figures. És l'únic vestigi supervivent d'un gran retaule flamenc del segle xv. Es tracta d'una obra contemporània al Retaule de Gant dels germans Van Eyck. El tríptic del davallament al qual pertanyia va ser un encàrrec d'un patró de Bruges i va estar en una església d'aquesta ciutat durant el segle xv. Fins a nosaltres ha arribat una còpia donació de Jan de Coninck el 1467 a l'hospital de sant Julià i actualment a la Walker Art Gallery de Liverpool. | Campin capta en aquesta pintura els macabres detalls del maltractament del cadàver d'un dels lladres que van ser crucificats amb Jesús, amb la carn segada per les cordes. La seva cara expressa el dolor amb un gran realisme, com també es pot observar en els dos soldats de l'escena. Campin recorre a l'arcaic recurs d'un fons d'or, contrastant la seva abstracció amb la marcada individualitat de les figures. És l'únic vestigi supervivent d'un gran retaule flamenc del segle xv. Es tracta d'una obra contemporània al Retaule de Gant dels germans Van Eyck. El tríptic del davallament al qual pertanyia va ser un encàrrec d'un patró de Bruges i va estar en una església d'aquesta ciutat durant el segle xv. Fins a nosaltres ha arribat una còpia donació de Jan de Coninck el 1467 a l'hospital de sant Julià i actualment a la Walker Art Gallery de Liverpool. |                                                                          |                                                                          |
| | L'Anunciació | L'Anunciació | [[Fitxer:\|150px]] |                                                                          |                                                                          |
| c. 1430 | oli sobre taula 76 x 70 cm | | [[Fitxer:\|150px]] |                                                                          |                                                                          |
| Museu del Prado, Madrid | | | [[Fitxer:\|150px]] |                                                                          |                                                                          |
| L'escena contraposa la Nova Llei que substitueix l'antiga representades pels dos ambients, un de gòtic, en primer pla, on es desenvolupa l'acció i la torre romànica del temple amb imatges de Moisès i David, al fons. A l'atri del temple gòtic, es pot apreciar un vitrall amb imatges de Moisès amb les taules de la llei o el sacrifici d'Isaac, prefiguració del de Crist. L'autoria de Campin ha estat discutida, perquè la data de l'obra coincideix amb l'entrada de Van der Weyden al taller del mestre. L'obra va ser adquirida per Felip II a l'escultor italià Jacome Trezzo i va estar al Monestir de l'Escorial el 1584. | | | [[Fitxer:\|150px]] |                                                                          |                                                                          |
| | Retrat d'home | Retrat d'home | | Retrat d'una dona                                                        | Retrat d'una dona                                                        |
| c. 1430 | oli i tremp d'ou sobre taula 40,6 x 28,1 cm | c. 1430 | oli sobre taula 56,5 x 19,5 cm |                                                                          |                                                                          |
| National Gallery de Londres | National Gallery de Londres | National Gallery de Londres | National Gallery de Londres |                                                                          |                                                                          |
| En aquest retrat, juntament amb el Retrat d'una dona, Campin representa un matrimoni separat però junts, cara a cara, encara que les seves mirades no es troben. La cara de la dona és més petita que la de l'home i més il·luminada, tot i que mantenen un alineament i la composició apareix subtilment simètrica. Els personatges ocupen més espai que els dels retrats de Van Eyck i ressalten amb més decisió contra el fons, amb un aire més enèrgic i animat. | En aquest retrat, juntament amb el Retrat d'una dona, Campin representa un matrimoni separat però junts, cara a cara, encara que les seves mirades no es troben. La cara de la dona és més petita que la de l'home i més il·luminada, tot i que mantenen un alineament i la composició apareix subtilment simètrica. Els personatges ocupen més espai que els dels retrats de Van Eyck i ressalten amb més decisió contra el fons, amb un aire més enèrgic i animat. | Juntament amb el Retrat d'un home, probablement formaven un díptic d'un matrimoni. Els subjectes devien haver estat ciutadans pròspers de Tournai. Tots dos fan servir vestits folrats de pell; l'home porta al cap un caperó vermell i la dona una toca composta de capes de tela blanca unides amb agulles. El cap dels personatges ocupa gairebé tota la superfície de la pintura. Tots els detalls de la cara i el barret tenen una il·luminació uniforme i ben visible. Les subtils variacions de color indiquen enrogiment de la pell de l'home i les seves arrugues. Els tons degradants dels iris dels ulls fan l'efecte que la llum brilla intensament en el seu interior. | Juntament amb el Retrat d'un home, probablement formaven un díptic d'un matrimoni. Els subjectes devien haver estat ciutadans pròspers de Tournai. Tots dos fan servir vestits folrats de pell; l'home porta al cap un caperó vermell i la dona una toca composta de capes de tela blanca unides amb agulles. El cap dels personatges ocupa gairebé tota la superfície de la pintura. Tots els detalls de la cara i el barret tenen una il·luminació uniforme i ben visible. Les subtils variacions de color indiquen enrogiment de la pell de l'home i les seves arrugues. Els tons degradants dels iris dels ulls fan l'efecte que la llum brilla intensament en el seu interior. |                                                                          |                                                                          |
| | La Santíssima Trinitat | La Santíssima Trinitat | | Mare de Déu amb el Nen a la llar de foc                                  | Mare de Déu amb el Nen a la llar de foc                                  |
| 1433-1435 | oli sobre taula 76 x 70 cm | 1433-35 | oli sobre taula 34 x 24 cm |                                                                          |                                                                          |
| L'Ermitage, Sant Petersburg | L'Ermitage, Sant Petersburg | L'Ermitage, Sant Petersburg | L'Ermitage, Sant Petersburg |                                                                          |                                                                          |
| És l'ala esquerra d'un díptic que forma amb Mare de Déu amb el Nen a la llar de foc, també a l'Ermitage. El díptic il·lustra els dos dogmes cristians centrals, l'Encarnació de Crist i la mort pel bé de la humanitat, la Redempció. La representació simbòlica de la Trinitat en aquest panell consisteix en Déu Pare entronitzat sostenint el cos mort de Crist (Déu Fill), i entre ells el colom que representa Déu Esperit Sant. Les petites fornícules als braços del tron contenen imatges escultòriques que mostren l'Església cristiana i la Sinagoga. Per sobre d'ells hi ha un pelicà alimentant els seus petits amb la seva pròpia sang (el símbol del sacrifici de Crist i del sagrament de la comunió) i una lleona despertant les seves cries amb un grunyit tres dies després del seu naixement (símbol de la Resurrecció de Crist a la crida de Déu Pare). La iconografia, les figures estàtiques, i la combinació de diversos punts de vista en la representació de l'acció, són trets característics de l'art gòtic. | És l'ala esquerra d'un díptic que forma amb Mare de Déu amb el Nen a la llar de foc, també a l'Ermitage. El díptic il·lustra els dos dogmes cristians centrals, l'Encarnació de Crist i la mort pel bé de la humanitat, la Redempció. La representació simbòlica de la Trinitat en aquest panell consisteix en Déu Pare entronitzat sostenint el cos mort de Crist (Déu Fill), i entre ells el colom que representa Déu Esperit Sant. Les petites fornícules als braços del tron contenen imatges escultòriques que mostren l'Església cristiana i la Sinagoga. Per sobre d'ells hi ha un pelicà alimentant els seus petits amb la seva pròpia sang (el símbol del sacrifici de Crist i del sagrament de la comunió) i una lleona despertant les seves cries amb un grunyit tres dies després del seu naixement (símbol de la Resurrecció de Crist a la crida de Déu Pare). La iconografia, les figures estàtiques, i la combinació de diversos punts de vista en la representació de l'acció, són trets característics de l'art gòtic. | La imatge s'ubica en un interior típic d'una confortable casa flamenca de la burgesia. Maria, que sosté sobre seu el Nen, estén la seva mà cap al foc per a escalfar-la. L'artista reprodueix els detalls amb molta cura: les rajoles de marbre del terra, el mantell de la Mare de Déu, l'aiguamans, la tovallola blanca, la petita escultura a la llar de foc, l'enreixat de la finestra. Transmet meravellosament la llum difusa d'un fred dia i el petit fragment d'un paisatge urbà visible a través de la finestra gràcies a la utilització de la tècnica de pintura a l'oli, recentment introduïda per Jan van Eyck. La composició, els personatges i els colors són similars als de la Mare de Déu i Nen a l'interior de la National Gallery. És l'ala dreta d'un díptic que forma amb La Santíssima Trinitat, també a l'Ermitage.                                            | La imatge s'ubica en un interior típic d'una confortable casa flamenca de la burgesia. Maria, que sosté sobre seu el Nen, estén la seva mà cap al foc per a escalfar-la. L'artista reprodueix els detalls amb molta cura: les rajoles de marbre del terra, el mantell de la Mare de Déu, l'aiguamans, la tovallola blanca, la petita escultura a la llar de foc, l'enreixat de la finestra. Transmet meravellosament la llum difusa d'un fred dia i el petit fragment d'un paisatge urbà visible a través de la finestra gràcies a la utilització de la tècnica de pintura a l'oli, recentment introduïda per Jan van Eyck. La composició, els personatges i els colors són similars als de la Mare de Déu i Nen a l'interior de la National Gallery. És l'ala dreta d'un díptic que forma amb La Santíssima Trinitat, també a l'Ermitage.                                            |                                                                          |                                                                          |
| | Sant Joan Baptista junt amb el franciscà Enric de Werl | Sant Joan Baptista junt amb el franciscà Enric de Werl | | Santa Bàrbara                                                            | Santa Bàrbara                                                            |
| 1438 | oli sobre taula 101 x 47 cm | 1438 | oli sobre taula 101 x 47 cm |                                                                          |                                                                          |
| Museu del Prado, Madrid | Museu del Prado, Madrid | Museu del Prado, Madrid | Museu del Prado, Madrid |                                                                          |                                                                          |
| El text en lletres gòtiques L'any 1438, vaig pintar aquesta efígie de Maestre Enric de Werl, doctor de Colònia. Werl va ser un franciscà catedràtic de Teologia i predicador notable resident a Colònia des de 1432, qui probablement ho va encarregar en un viatge a Tournai. El gest elegant i esvelt de sant Joan denota una influència de Rogier van der Weyden, el seu deixeble. El mirall convex, com el de Van Eyck al Matrimoni Arnolfini, reflecteix sant Joan i dos franciscans diferents al donant. Era l'ala esquerra d'un tríptic en el qual l'ala dreta era el plafó de santa Bàrbara. El panell central s'ha perdut. | El text en lletres gòtiques L'any 1438, vaig pintar aquesta efígie de Maestre Enric de Werl, doctor de Colònia. Werl va ser un franciscà catedràtic de Teologia i predicador notable resident a Colònia des de 1432, qui probablement ho va encarregar en un viatge a Tournai. El gest elegant i esvelt de sant Joan denota una influència de Rogier van der Weyden, el seu deixeble. El mirall convex, com el de Van Eyck al Matrimoni Arnolfini, reflecteix sant Joan i dos franciscans diferents al donant. Era l'ala esquerra d'un tríptic en el qual l'ala dreta era el plafó de santa Bàrbara. El panell central s'ha perdut. | La torre que s'observa per la finestra representa l'atribut del personatge de santa Bàrbara, captada en una representació d'interior de característiques pròpies de Campin. L'estil també s'observa en les amples faccions del rostre i als plecs del mantell. Era l'ala dreta d'un tríptic en el qual l'ala esquerra era el plafó de sant Joan Baptista amb el donant Enric de Werl. El panell central s'ha perdut. | La torre que s'observa per la finestra representa l'atribut del personatge de santa Bàrbara, captada en una representació d'interior de característiques pròpies de Campin. L'estil també s'observa en les amples faccions del rostre i als plecs del mantell. Era l'ala dreta d'un tríptic en el qual l'ala esquerra era el plafó de sant Joan Baptista amb el donant Enric de Werl. El panell central s'ha perdut. |                                                                          |                                                                          |
| | Missa de Sant Gregori | Missa de Sant Gregori | [[Fitxer:\|150px]] |                                                                          |                                                                          |
| 1440 | oli sobre taula 85 x 73 cm | | [[Fitxer:\|150px]] |                                                                          |                                                                          |
| Musées Royaux des Beaux-Arts de Belgique, Brussel·les | | | [[Fitxer:\|150px]] |                                                                          |                                                                          |
| També s'ha atribuït al seu taller. El papa sant Gregori va tenir un fet miraculós durant una de les seves misses, quan un feligrès va posar en dubte la presència real de Crist dins l'hòstia; en aquell moment va aparèixer Crist sobre l'altar mostrant les seves ferides i els atributs de la Passió. Aquesta llegenda es va difondre de forma important el segle xiii, quan el papa Urbà IV instaurà la festivitat del Corpus Christi sancionant tot un seguit de successos miraculosos relatius a la presència física de Crist a l'Eucaristia, com el cas de sant Gregori, i que va ser un dels temes recollits pels pintors del nord el segle xv i XVI. | | | [[Fitxer:\|150px]] |                                                                          |                                                                          |

### Retaules
| Imatge | Dades                                                               | Dades |
| --- | ------------------------------------------------------------------- | ----- |
| | Tríptic de l'enterrament de Crist o Tríptic de Seilern              |       |
| 1415 | oli sobre taula 65,2 x 53,6 cm + 64,9 x 26,8 cm (cada ala)          |       |
| Courtauld Institute Galleries, Londres |                                                                     |       |
| Rep el nom de "tríptic de Seilern" pel seu antic propietari, el comte Seilern de Londres. |                                                                     |       |
| | Tríptic de Merode                                                   |       |
| 1425-1430 | oli sobre taula 64,1 x 63,2 cm (central); 64,5 x 27,3 cm (cada ala) |       |
| Metropolitan Museum of Art, Nova York |                                                                     |       |
| La peça és un tríptic articulat probablement encarregat per a ús privat. El plafó central és relativament petit (64 x 63 cm) i cada ala mesura 65 x 27 cm. El retrat del donant és al plafó esquerre; les figures de la donant femenina, i el criat darrere d'ella, semblen haver estat afegides posteriorment per un altre artista, potser després que el donant es casés. Són identificables com a membres de la burgesia de Mechelen per documentació existent a Tournai del 1427, i per l'escut d'armes que s'observa al vitrall de la finestra del plafó central. El plafó central mostra una Anunciació o, estrictament, el moment abans, quan Maria encara no se n'ha adonat de l'àngel. Una figura minúscula de Crist, que té una creu, vola per uns raigs cap a Maria, representant la seva impregnació per Déu. Una escena inusual de sant Josep a la feina com un fuster ocupa el plafó dret. Un tret inusual és el fet de presentar junts a Maria i Josep, ja que es considera que no es varen casar fins després de l'Anunciació. |                                                                     |       |

### Còpies i obres del taller
| Imatge | Dades                       | Dades |
| --- | --------------------------- | ----- |
| | Vida de sant Josep          |       |
| còpia d'un original de 1425 | oli sobre taula 64 x 203 cm |       |
| Saint Katarinakerk, Hoogstraten |                             |       |
| |                             |       |
| | Tríptic del davallament     |       |
| 1467, còpia d'un original de 1430 | oli sobre taula             |       |
| Walker Art Gallery de Liverpool |                             |       |
| El tríptic del davallament de Campin s'ha perdut llevat del panell dret amb un dels lladres que es troba al Städelsches Kunstinstitut, (Frankfurt del Main). Abans de la seva pèrdua es va fer una còpia donació de Jan de Coninck el 1467 a l'hospital de sant Julià. |                             |       |

| Imatge | Dades | Dades | Imatge | Dades                          | Dades                          |
| --- | --- | --- | --- | ------------------------------ | ------------------------------ |
| | Retrat de Barthélemy Alatruye | Retrat de Barthélemy Alatruye | | Retrat de Marie de Pacy        | Retrat de Marie de Pacy        |
| còpia d'un original de 1425 | oli sobre taula 44 x 31,5 cm | còpia d'un original de 1425 | oli sobre taula 44,5 x 31,5 cm |                                |                                |
| Musee des Beaux-Arts de Tournai | Musee des Beaux-Arts de Tournai | Musee des Beaux-Arts de Tournai | Musee des Beaux-Arts de Tournai |                                |                                |
| El retrat de Barthélemy Alatruye segueix els cànons de la primera meitat del segle xv, de tres quarts amb fons neutral, les mans recolzades a la vora del marc. Està vestit amb l'estil de Borgonya. El fons daurat denota la influència del gòtic internacional present als retrats de final del segle xiv. | El retrat de Barthélemy Alatruye segueix els cànons de la primera meitat del segle xv, de tres quarts amb fons neutral, les mans recolzades a la vora del marc. Està vestit amb l'estil de Borgonya. El fons daurat denota la influència del gòtic internacional present als retrats de final del segle xiv. | Es tracta de l'esposa de Barthélemy Alatruye i l'obra formava un díptic amb el seu retrat. Ambdues obres són una còpia realitzada cap a 1562. | Es tracta de l'esposa de Barthélemy Alatruye i l'obra formava un díptic amb el seu retrat. Ambdues obres són una còpia realitzada cap a 1562. |                                |                                |
| | Mare de Déu de la Llet | Mare de Déu de la Llet | | Mare de Déu i Nen a l'interior | Mare de Déu i Nen a l'interior |
| 1520 | oli sobre taula de roure 28,4 cm | 1435 | oli sobre taula 23 x 15 cm |                                |                                |
| Museu Nacional d'Art de Catalunya | Museu Nacional d'Art de Catalunya | National Gallery de Londres | National Gallery de Londres |                                |                                |
| Obra del taller de Robert Campin. Es coneixen més de 40 versions. La versió del MNAC és una de les millor treballades amb un gran realisme, estilitzades faccions en el rostre i un molt ben trobat volum als plecs de la roba.                                                                              | Obra del taller de Robert Campin. Es coneixen més de 40 versions. La versió del MNAC és una de les millor treballades amb un gran realisme, estilitzades faccions en el rostre i un molt ben trobat volum als plecs de la roba.                                                                              | En un entorn ricament decorat, Maria sosté al Nen Jesús sobre seu, despullat després del bany; a prop del foc es veu una gibrella i a la dreta un cistell amb bolquers nets. És una barreja de la figura divina de Jesús i de la seva humanitat. El Nen toca la barbeta de la seva mare quasi fent-li un petó als llavis, un gest d'amor que s'ha interpretat com la representació de la Mare de Déu com Esposa de Crist. El marc amb el panell en el qual es va pintar estan tallats en una sola peça. La composició, els personatges i els colors són similars al de la Mare de Déu amb el Nen a la llar de foc de l'Ermitage. Per l'estil dels personatges i la similitud amb d'altres obres, es creu que pot tractar-se d'una obra de Jacques Daret, qui va ser membre del taller de Campin. | En un entorn ricament decorat, Maria sosté al Nen Jesús sobre seu, despullat després del bany; a prop del foc es veu una gibrella i a la dreta un cistell amb bolquers nets. És una barreja de la figura divina de Jesús i de la seva humanitat. El Nen toca la barbeta de la seva mare quasi fent-li un petó als llavis, un gest d'amor que s'ha interpretat com la representació de la Mare de Déu com Esposa de Crist. El marc amb el panell en el qual es va pintar estan tallats en una sola peça. La composició, els personatges i els colors són similars al de la Mare de Déu amb el Nen a la llar de foc de l'Ermitage. Per l'estil dels personatges i la similitud amb d'altres obres, es creu que pot tractar-se d'una obra de Jacques Daret, qui va ser membre del taller de Campin. |                                |                                |